# Songbadjeck
Songbadjeck (ou Song Badjeck) est un village du Cameroun, situé dans la région du Centre et le département du Nyong-et-Kéllé. Il est rattaché à la commune d'Éséka.

## Population
En 1963-1964, la population de Song Badjeck était de 224 habitants, principalement des Bassa. 
Lors du recensement de 2005, on y a dénombré 311 personnes.

## Infrastructures
La localité est dotée d'un marché mensuel, d'une école publique, d'une mission protestante et d'un centre de santé intégré (CSI).